# 美術館駅 (高雄捷運)
美術館駅（びじゅつかんえき）は台湾高雄市鼓山区龍子里にある高雄捷運環状軽軌（高雄ライトレール）の駅。駅番号はC31。高雄市立美術館敷地内南東端に位置する。

## 歴史
従来計画では美術館南二路との交差点付近に設置予定だったが、2期建設開始後の2018年に約300メートル東側、美術館東二路との交差点付近の現在地に変更された。
- 2018年8月22日 - 「美術館東」として駅名決定[2][注 1]。
- 2021年4月7日 - 本駅設置に要する環境アセスメント差分審査が環境保護署の審議を通過[4]。
- 2022年8月 - 駅名が「美術館」となる[5]。
- 2022年10月5日 - 開業[6][7]。

## 駅構造
単式ホーム2面2線の地上駅。本路線設置に伴う道路車線数を維持すべく美術館路の北寄り、高雄市立美術館敷地内に位置し、それぞれのホームは線路の北側に設置され、市立美術館に合わせた漣漪（さざなみ）をイメージした白色の屋根が特色。
|         |        |       |       |       |        | Vroute  | 美術館東二路                                        | 美術館東二路                                        | 美術館東二路                                        | 美術館東二路                                        | 美術館東二路                                        | 美術館東二路                                        | 美術館東二路                                        |
| quaib   | quaib  | quaib | quaib | quaib |        | Vroute  | 外回りホーム                                        | 外回りホーム                                        | 外回りホーム                                        | 外回りホーム                                        | 外回りホーム                                        | 外回りホーム                                        | 外回りホーム                                        |
| sensg   | voie   | voie  | voie  | voie  | sensg  | PN      | ■環状軽軌外回り 哈瑪星・籬仔内方面 (内惟芸術中心駅) | ■環状軽軌外回り 哈瑪星・籬仔内方面 (内惟芸術中心駅) | ■環状軽軌外回り 哈瑪星・籬仔内方面 (内惟芸術中心駅) | ■環状軽軌外回り 哈瑪星・籬仔内方面 (内惟芸術中心駅) | ■環状軽軌外回り 哈瑪星・籬仔内方面 (内惟芸術中心駅) | ■環状軽軌外回り 哈瑪星・籬仔内方面 (内惟芸術中心駅) | ■環状軽軌外回り 哈瑪星・籬仔内方面 (内惟芸術中心駅) |
| quaib   | quaib  | quaib | quaib | quaib |        | Vroute  | 内回りホーム                                        | 内回りホーム                                        | 内回りホーム                                        | 内回りホーム                                        | 内回りホーム                                        | 内回りホーム                                        | 内回りホーム                                        |
| sensd   | voie   | voie  | voie  | voie  | sensd  | PN      | ■環状軽軌内回り 凱旋公園・籬仔内方面(聯合医院駅)    | ■環状軽軌内回り 凱旋公園・籬仔内方面(聯合医院駅)    | ■環状軽軌内回り 凱旋公園・籬仔内方面(聯合医院駅)    | ■環状軽軌内回り 凱旋公園・籬仔内方面(聯合医院駅)    | ■環状軽軌内回り 凱旋公園・籬仔内方面(聯合医院駅)    | ■環状軽軌内回り 凱旋公園・籬仔内方面(聯合医院駅)    | ■環状軽軌内回り 凱旋公園・籬仔内方面(聯合医院駅)    |
| flecheg | routeg | route | route | route | route  | route   | 美術館路（西行）                                    | 美術館路（西行）                                    | 美術館路（西行）                                    | 美術館路（西行）                                    | 美術館路（西行）                                    | 美術館路（西行）                                    | 美術館路（西行）                                    |
| route   | route  | route | route | route | routed | fleched | 美術館路（東行）                                    | 美術館路（東行）                                    | 美術館路（東行）                                    | 美術館路（東行）                                    | 美術館路（東行）                                    | 美術館路（東行）                                    | 美術館路（東行）                                    |

## 駅周辺
- 高雄市立美術館（中国語版）本館
- 私立中華芸術学校（中国語版）
- 皮克尼克公園

## 隣の駅
高雄捷運
■環状軽軌
内惟芸術中心駅 C21A - 美術館駅 C21 - 聯合医院駅 C22

### 註釈
1. ↑  投票時の候補は美術館、美術園区、高美館だった[3]。